# مارك ليونارد
مارك ليونارد (بالإنجليزية: Mark Leonard) (27 سبتمبر 1962 في المملكة المتحدة - ) هو لاعب كرة قدم بريطاني في مركز الهجوم. لعب مع برادفورد سيتي وبريستون نورث إيند وستوكبورت كونتي ونادي إيفرتون ونادي ترانمير روفرز لكرة القدم ونادي روتشديل ونادي كرو ألكساندرا وويغان أتلتيك ونادي تشستر سيتي ونادي ويتون ألبيون.

## وصلات خارجية
- مارك ليونارد على موقع قاعدة بيانات كرة القدم.إي يو (الإنجليزية)
- مارك ليونارد على موقع Soccerbase.com (لاعب) (الإنجليزية)